# Duna-Tisza-csatorna
Duna-Tisza-csatorna är en kanal i Ungern. Den ligger i provinsen Pest, i den centrala delen av landet, 16 km söder om huvudstaden Budapest.